# سولقوجا
سولقوجا (به لاتین: Solquca) یک منطقه مسکونی در جمهوری آذربایجان است که در شهرستان قبله واقع شده است.